# Trinidad és Tobago miniszterelnökeinek listája

## Miniszterelnökök (1962-től napjainkig)
| Rangsor | Név                    | hivatali ideje                          |
| ------- | ---------------------- | --------------------------------------- |
| 1       | Eric Williams          | 1962. augusztus 31. – 1981. március 29. |
| 2       | George Chambers        | 1981. március 30. – 1986. december 18.  |
| 3       | A. N. R. Robinson      | 1986. december 19. – 1991. december 17. |
| 4       | Patrick Manning        | 1991. december 17. – 1995. november 9.  |
| 5       | Basdeo Panday          | 1995. november 9. – 2001. december 24.  |
| 6       | Patrick Manning        | 2001. december 24. – 2010. május 26.    |
| 7       | Kamla Persad-Bissessar | 2010. május 26. – 2015. szeptember 9.   |
| 8       | Keith Rowley           | 2015. szeptember 9. – 2025. március 17. |
| 9       | Stuart Young           | 2025. március 17. – 2025. május 1.      |
| 10      | Kamla Persad-Bissessar | 2025. május 1. – hivatalban             |

1. ↑  hivatalában halt meg